# Nicolaas Coenraadsz Ruijsch
Nicolaas Coenraadsz Ruijsch (Dordrecht, 1610 - Den Haag, 1670) was diplomaat en van 1650 tot 1670 griffier van de Staten-Generaal van de Republiek der Verenigde Provinciën.
Nicolaas Ruijsch studeerde rechten in Leiden. Hij was ambassadeur van de Staten-Generaal in Denemarken en secretaris van het buitengewoon gezantschap naar Engeland. Van 1640 tot 1650 was hij pensionaris van Dordrecht. Kort na het overlijden van stadhouder Willem II leidde hij als pensionaris een missie naar Zeeland om daar de gemoederen te bedaren. Hij werd in deze functie opgevolgd door Johan de Witt. Hij trouwde in 1642 met Elisabeth Paedts, dochter van Willem Paedts, burgemeester van Leiden.
In 1650 werd hij met algemene stemmen benoemd tot griffier van de Staten-Generaal als opvolger van Cornelis Musch. Hij zou deze functie tot 1670 vervullen. Hij stond als bekwaam staatsman bekend. Rotterdam kent een Nicolaas Ruijschstraat.
In 1637 werd hij door Karel I van Engeland in de adelstand verheven. Ook Denemarken schonk hem in dat jaar een adellijke titel.